# Fingerhuthia
Fingerhuthia är ett släkte av gräs. Fingerhuthia ingår i familjen gräs.
Kladogram enligt Catalogue of Life:
| Fingerhuthia | \| \| Fingerhuthia africana \| \| \| \| \| \| Fingerhuthia sesleriiformis \| \| \| \| |
|              | \| \| Fingerhuthia africana \| \| \| \| \| \| Fingerhuthia sesleriiformis \| \| \| \| |
|              | Fingerhuthia africana                                                                 |
|              |                                                                                       |
|              | Fingerhuthia sesleriiformis                                                           |
|              |                                                                                       |